# Ossi (Sardinija)
Ossi je općina u pokrajini Sassari u talijanskoj regiji Sardiniji, na istoimenom otoku. 

## Zemljopisni položaj
Nalazi se 170 km sjeverozapadno od glavnog grada pokrajine, Cagliarija i 6 km jugoistočno od Sassarija. 
Ossi graniči s idućim općinama: Cargeghe, Florinas, Ittiri, Muros, Sassari, Tissi, Usini.

## Stanovništvo
Na dne 31. prosinca 2004., imalo je 5.775 stanovnika, a zauzimalo je površinu od 30,1 km četvornih (prema Istatu).
Stanovnici sebe nazivaju "ossesi".

## Vanjske poveznice
|  | Zajednički poslužitelj ima još gradiva o temi Ossi (Sardinija) |